# باشگاه فوتبال بلوکسویچ یونایتد
باشگاه فوتبال بلوکسویچ یونایتد (به انگلیسی: Bloxwich United Association Football Club) یک باشگاه فوتبال در شهر بلوکسویچ، کشور انگلستان است که در سال ۲۰۰۶ میلادی تأسیس شده‌است.